# Рапсодия в стиле блюз
«Rhapsody in Blue» (с англ. — «Рапсодия в стиле блюз», «Рапсодия в блюзовых тонах», «Рапсодия в голубых тонах») для фортепиано с оркестром — одно из самых известных произведений американского композитора Джорджа Гершвина.

## История
Пьеса была заказана Полом Уайтманом начинающему тогда композитору и музыканту Гершвину 5 января 1923 года как эксперимент по созданию нового музыкального стиля, сочетающего джаз и классическую музыку.
Рапсодия была впервые исполнена автором 12 февраля 1924 года в Нью-Йорке, в концертном зале Эолиан-холл, в программе оркестра Уайтмана «Эксперимент в современной музыке» (англ. An Experiment in Modern Music).
Оркестровку Рапсодии 1924 года для фортепиано и джазовой группы выполнил работавший на П.Уайтмена профессиональный музыкант Ферде Грофе. Он же позже осуществил и версию для фортепиано и симфонического оркестра. Именно в этой редакции Рапсодия ныне повсеместно известна.
«Рапсодия в блюзовых тонах» стала визитной карточкой Гершвина. Ныне она с равным успехом исполняется музыкантами и академического, и джазового направлений.

## Название
Произведение должно было называться «Американская рапсодия», известное нам название было подсказано братом композитора Айрой Гершвином, после посещения им художественной выставки Джеймса Макнейла Уистлера.
Русское название «Голубая рапсодия» возникло под влиянием первичного значения английского слова blue, которое обозначает не только «синий, голубой», но и «грустный, печальный» (см. Буквализм). Поэтому и само слово блюз, от blue devils, буквально обозначает «грустная мелодия; тоска, печаль».